# Ctenus calcarifer
Ctenus calcarifer este o specie de păianjeni din genul Ctenus, familia Ctenidae, descrisă de F. O. P.-cambridge în anul 1902. Conform Catalogue of Life specia Ctenus calcarifer nu are subspecii cunoscute.